# 志賀重範
志賀 重範（しが しげのり、1953年12月13日 - ）は、日本の技術者、実業家。東京都出身。東芝の原子力部門を統括する地位にあり、2016年6月より2017年2月まで同社の会長。元日本電機工業会会長。

## 経歴
1953年（昭和28年）12月13日、東京都に生まれる。1972年3月神奈川県立湘南高等学校卒業。1979年3月に東北大学大学院工学研究科原子核工学科修士課程を修了、同年4月に東芝に入社。原子力システム設計部長などを歴任し、2006年に電力システム社WEC統括事業部長兼ウェスチングハウス（WH社）上級副社長に就任。2008年より電力システム社副社長兼WH社上級副社長、2010年より電力システム社副社長兼WH社会長、2011年より執行役常務兼電力システム社副社長兼WH社上級副社長、2014年には電力システム社社長に就任した。2015年9月より代表執行役副社長、2016年6月には取締役、代表執行役会長に就任した。同年日本電機工業会会長。2017年2月14日、アメリカにおける原子力事業の巨額損失の責任を取り、取締役と代表執行役を辞任すると発表した。15日付で執行役となり、問題解決に取り組んだのち同年6月の定時株主総会をもって退任。